# Бойс, Уильям
Уильям Бойс (англ. William Boyce; 11 сентября 1711 — 7 февраля 1779) — английский композитор. Много писавший для театра и королевского двора, под конец жизни посвятил себя духовной музыке, на идеях которой вырос благодаря постоянному общению с знатоками церковной музыки в Лондоне. Бойс много содействовал тому, что в Англии церковный стиль сохранился в большей чистоте, чем в других странах. Большое значение имеет его собрание духовных произведений, изданное под названием «Cathedral Music» (3 т., Лонд., 1760—78). Этим изданием Бойс содействовал распространению духовных произведений английских композиторов эпохи Реформации.

## Биография
Уильям Бойс родился в Лондоне в семье Джона Бойса, столяра-краснодеревщика и плотника, и его жена Элизабет Кордуэлл. Был крещён 11 сентября 1711 года. Начальное музыкальное образование Уильям получил в хоре мальчиков в соборе Святого Павла, будучи обладателем сопрано. В настоящее время дом, в котором располагается хоровая школа, назван его именем. Когда в силу возрастных изменений голос Бойса начал ломаться, он был вынужден покинуть хор и начал обучаться искусству игры на органе под руководством церковного органиста и композитора Мориса Грина. В 1734 году Бойс получил своё первое место в качестве профессионального органиста в Оксфордской часовне (англ. Oxford Chapel), которая на самом деле была полноценной церковью на Оксфорд-стрит, названной так в честь своего основателя, графа Оксфорда. Бойс оставался там следующие два года, и к тому же преподавал в различных школах, расположенных недалеко от церкви.
Затем Бойс перешёл на службу на такую же должность в церковь Святого Михаила в Корнхилле (англ. St. Michael, Cornhill), и одновременно стал придворным композитором в Королевской часовне (англ. Chapel Royal). Год спустя он был назначен руководителем английского музыкального «Фестиваля трёх хоров» (англ. Three Choirs Festival), ежегодного праздника, который проводится в августе с начала XVIII века. «Фестиваль трёх хоров» стал первым в стране музыкальным мероприятием такого рода и проводится до сих пор. Как видно из его названия, первоначально в фестивале участвовали всего три хора из трёх кафедральных соборов, однако со временем его программа существенно расширилась. Благодаря этому, известность Бойса значительно выросла к середине XVIII века. В 1749 году он принял предложение стать органистом в Церкви всех святых (англ. All Hallows Church), и тогда же началось его сотрудничество с театром Друри-Лейн — он сочинил немало музыкальных произведений для этого театра в следующие три года.
Когда в 1755 году умер учитель Бойса Морис Грин и освободилась должность Мастера королевской музыки, т.е. пожизненного руководителя королевского оркестра и придворного композитора, эту должность предложили именно Уильяму Бойсу, что считается вершиной его творчества и музыкальной карьеры. В качестве Мастера королевской музыки Бойс стал очень влиятельной в Лондоне персоной. Он писал музыку, в основном, оды, по специальным случаям, как правило, торжественным. К ним относились свадьбы, похороны, праздники и т.п. Тогда же Бойс был назначен дирижёром ежегодного фестиваля Sons of Clergy Festival, проводимого собором Святого Павла.
В 1758 году Королевская часовня, где Бойс уже работал как композитор, наняла его в качестве главного органиста. К сожалению, именно в это время обострились проблемы слуха у музыканта, он стал быстро терять слух и был вынужден отказаться от своих должностей органиста в церквях святого Михаила и Всех Святых. Его глухота начала развиваться ещё в юные годы, но не мешала ему, пока не стала прогрессировать к концу жизни.
Будучи вынужден выйти на пенсию, Бойс взял на себя непростую обязанность отредактировать и организовать коллекцию английской церковной музыки, написанной многочисленными композиторами, в том числе Уильямом Бердом и Генри Пёрселлом. Этот грандиозный сборник под названием «Соборная Музыка» (англ. Cathedral Music), был начат ещё много лет назад его учителем Морисом Грином. Большая часть этих произведений и сегодня составляет репертуар Англиканской церкви. Первый том «Соборной музыки» вышел в 1760 году. Второй том был опубликован в 1768 году, третий в 1773 году.
В 1760 году, Джон Уолш (англ. John Walsh), известный как издатель произведений Генделя, публикует «Восемь симфоний» (англ. Eight Symphonies), сборник самых известных работ Бойса.
Уильям Бойс умер 7 февраля 1779 года. После смерти композитора его популярность заметно снизилась, и в XIX веке он был практически забыт. Творчество Уильяма Бойса было заново открыто слушателями и музыкальными критиками в 1930-х годах, спустя полтора века после его кончины, благодаря композитору и дирижёру Константу Ламберту, отредактировавшему и исполнившему со своим оркестром некоторые из произведений Бойса.

## Творчество
Бойс был автором внушительного количества музыкальных произведений, из которых наиболее известны его гимны, увертюры и симфонии, объединяющие классический барочный стиль с новаторскими элементами. Их большая часть была написана для театра. Кроме того, Бойс писал для клавишных инструментов, а также произведения для камерных оркестров – особенно успешным оказался цикл из 12 сонат для трио в итальянской манере, опубликованный в 1747 году.